# Liste der Bodendenkmäler in Hohenbrunn
Auf dieser Seite sind die Bodendenkmäler in der oberbayerischen Gemeinde Hohenbrunn zusammengestellt. Diese Tabelle ist eine Teilliste der Liste der Bodendenkmäler in Bayern. Grundlage ist die Bayerische Denkmalliste, die auf Basis des Bayerischen Denkmalschutzgesetzes vom 1. Oktober 1973 erstmals erstellt wurde und seither durch das Bayerische Landesamt für Denkmalpflege geführt wird. Die folgenden Angaben ersetzen nicht die rechtsverbindliche Auskunft der Denkmalschutzbehörde.

## Bodendenkmäler in Hohenbrunn
| Lage                    | Objekt | Akten-Nr.     | Bild           |
| ----------------------- | --- | ------------- | -------------- |
| (Standort)              | Grabhügel vorgeschichtlicher Zeitstellung. | D-1-7936-0025 |                |
| Hohenbrunn (Standort)   | Siedlung der späten Latènezeit. | D-1-7936-0031 |                |
| (Standort)              | Siedlung des späten Hallstattzeit und der frühen Latènezeit.                                                                                             | D-1-7936-0032 |                |
| (Standort)              | Siedlung des frühen Mittelalters. | D-1-7936-0036 |                |
| Dorfstraße 2 (Standort) | Untertägige mittelalterliche und frühneuzeitliche Befunde im Bereich der katholischen Pfarrkirche St. Stephanus in Hohenbrunn und ihrer Vorgängerbauten. | D-1-7936-0050 | weitere Bilder |
| (Standort)              | Verebnete Grabhügel mit Kreisgraben vorgeschichtlicher Zeitstellung.                                                                                     | D-1-7936-0075 |                |